# Mlýnecký potok (přítok Černého potoka)
Mlýnecký potok je levostranný přítok Černého potoka v Českém lese a Podčeskoleské pahorkatině v okrese Domažlice.
Délka toku měří 7,1 km, plocha povodí činí 14,45 km².

## Průběh toku
Potok pramení v nadmořské výšce 640 metrů v Českém lese na pastvinách u zaniklé osady Valtířov. Jeho pramen se nachází na území CHKO Český les. Po průtoku několika malými rybníčky teče potok jihovýchodním směrem a západně od obce Postřekov opouští CHKO. V Postřekově opouští i Český les a přitéká na území geomorfologického celku Podčeskoleská pahorkatina. V obci Pařezov se vlévá zleva do Černého potoka.